# Flambeau de l’Est FC
Flambeau de l’Est Football Club w skrócie Flambeau de l’Est FC – burundyjski klub piłkarski grający w burundyjskiej pierwszej lidze, mający siedzibę w mieście Ruyigi.

## Sukcesy
- I liga[1]:
  - mistrzostwo (1): 2012/2013
  - wicemistrzostwo (1): 2013/2014

## Występy w afrykańskich pucharach
| Sezon | Rozgrywki     | Runda   | Kraj    | Klub                     | Dom | Wyjazd | Dwumecz |
| ----- | ------------- | ------- | ------- | ------------------------ | --- | ------ | ------- |
| 2014  | Liga Mistrzów | wstępna | Kongo   | CSMD Diables Noirs       | 1–1 | 1–0    | 2–1     |
| 2014  | Liga Mistrzów | 1       | Kamerun | Coton Sport FC de Garoua | 1–0 | 0–5    | 1–5     |

## Stadion
Domowe mecze klub rozgrywa na stadionie o nazwie Stade de Ruyigi w Ruyigi, który może pomieścić 2000 widzów.

## Reprezentanci kraju grający w klubie
Stan na maj 2023.
| - MacArthur Arakaza - Blaise Bigirimana - Omar Biha - Eric Gatoto - Célestin Habonimana - Pascal Hakizimana - Haruna Manirakiza - Moussa Mossi | - Omar Moussa - Landry Ndikumana - David Nshimirimana - Djuma Nzeyimana - Fiston Nzomukunda - Halidi Selemani - Hussein Shabani - Fiston Munezero |